# The Falling
The Falling è un film del 2014 scritto e diretto da Carol Morley.

## Trama
Nel 1969, Lydia e Abbie frequentano una scuola femminile inglese. Lydia, trascurata dalla madre, si fissa su Abbie, che ha cominciato a esplorare la propria sessualità. Dopo aver fatto sesso con il fratello di Lydia, Kenneth, nel tentativo di perdere il bambino di cui è rimasta incinta da un altro ragazzo, Abbie comincia a soffrire di periodici svenimenti e muore dopo un episodio durante un'ora di punizione in compagnia di Lydia.
Dopo la sepoltura di Abbie, anche Lydia comincia a soffrire di svenimenti ed esplode subito un'epidemia, con numerose ragazze e un giovane insegnante nella scuola che svengono spontaneamente per non più di pochi secondi. Lydia si convince che l'amministrazione debba agire, soprattutto al licenziamento  del dirigente scolastico. Quando un'assemblea viene interrotta da un episodio di svenimento di massa, la scuola viene temporaneamente chiusa e tutti gli studenti affetti sono ricoverati in ospedale e psicoanalizzati. Quando non viene scoperta alcuna causa per gli svenimenti, si pensa a un episodio di isteria di massa, la scuola viene riaperta e Lydia viene espulsa.
Quella stessa notte, Lydia fa sesso con Kenneth, con cui ha sviluppato un'attrazione incestuosa dopo la morte di Abbie. Tuttavia la loro madre Eileen li scopre e, armata di un paio di forbici, freneticamente spinge Kenneth fuori casa prima di arrabbiarsi con la figlia, accusandola di essere pazza e rivelando che Lydia e Kenneth sono solo fratellastri; Lydia è il prodotto di uno stupro.
Dopo aver appreso ciò, Lydia fugge dalla casa e Eileen la segue, anche se non si è mai avventurata fuori casa da oltre 16 anni. Cercando  Lydia, Eileen è assalita dai flashback del suo stupro e alla fine individua Lydia: è salita sulla cima di un albero, dove si dispera per la morte di Abbie. Eileen chiede a Lydia di scendere, ma lei le ride in faccia, prima di perdere l'equilibro e cadere nel lago sottostante.
Affranta, Eileen si avventura nell'acqua e culla il corpo annegato di Lydia, rendendosi conto che la sua freddezza emotiva aveva fatto più male a sua figlia di quanto non sapesse. Lydia riprende conoscenza e il film finisce con le due donne che si abbracciano piangendo.

## Produzione
La produzione ha avuto inizio nel mese di ottobre 2013.

## Riconoscimenti
Il film è stato premiato al BFI London Film Festival l'11 ottobre 2014 ed è stato distribuito il 24 aprile 2015 nel Regno Unito.

## Incassi
The Falling ha guadagnato 468762 £ a fronte di un budget stimato in 750000 £.